# 佐世保市立宮中学校
佐世保市立宮中学校（させぼしりつ みやちゅうがっこう）は、長崎県佐世保市城間町にある公立の中学校。

## 概要
歴史
学制改革の行われた1947年（昭和22年）に新制中学校として創立。現校名となったのは1958年（昭和33年）。2017年（平成29年）に創立70周年を迎える。
校区
住所表記で佐世保市の後に「奥山町・城間町・瀬道町・長畑町・南風崎町・萩坂町・宮津町」が続く地域（宮地域）。小学校区は佐世保市立宮小学校。
校訓
「自ら学び、互いにみがこう」
校章
1947年（昭和22年）に制定。三本の矢で校名の「三矢=みや=宮」を表し、中央に「中」の文字を置いている。
校歌
作詞は原善磨、作曲は伊藤英一による。歌詞は3番まであり、各番に校名の「宮」・「中学校」が登場する。

## 沿革
- 1947年（昭和22年）4月1日 - 学制改革（六・三制の実施）が行われる。
  - 宮村国民学校の初等科が改組され、「宮村立宮村小学校となる。
  - 宮村国民学校の高等科は青年学校の普通科と統合され、新制中学校「宮村立宮村中学校」が発足。小学校の増築6教室を借用。
- 1948年（昭和23年）4月15日 - 運動場を拡張。
- 1958年（昭和33年）8月1日 - 宮村が佐世保市へ編入したため、「佐世保市立宮中学校」（現校名）に改称。
- 1959年（昭和34年）4月8日 - 佐世保市立宮小学校と校舎・校地を交換。
- 1962年（昭和37年）- 在籍生徒数が最大の453名を記録する。
- 1986年（昭和61年）- 鉄筋コンクリート造3階建て校舎が完成。
- 2005年（平成17年）5月 - 第1回小中合同運動会を開催。
- 2006年（平成18年）4月 - 2学期制を開始。
- 2009年（平成21年）- 新体育館が完成。
- 2011年（平成23年）- 中学単独実施の運動会に戻る。
- 2013年（平成25年）9月 - 学校給食を開始。

## 交通アクセス
最寄りの鉄道駅
- JR九州 大村線 「南風崎駅」

最寄りのバス停
- 西肥バス「宮前」バス停

最寄りの幹線道路
- 国道205号
- 長崎県道142号重尾長畑線

## 周辺
- 佐世保市立宮小学校
- 佐世保市宮地区公民館
- 早岐警察署宮警察官駐在所
- 宇都宮神社
- JAながさき西海宮支店